# Everard de Jong
Everardus Johannes (Everard) de Jong (Eindhoven, 4 juli 1958) is een Nederlands hulpbisschop en vicaris-generaal van het bisdom Roermond en sinds 1 juni 2020 ook apostolisch administrator van het Nederlands militair ordinariaat. Als zodanig is hij bestuurlijk verantwoordelijk voor de rooms-katholieke geestelijk verzorgers die werkzaam zijn bij de Nederlandse Krijgsmacht.

## Jeugd en opleiding
De Jong is de oudste van zes kinderen. Hij volgde van 1970 tot 1973 de LTS (metaal) aan de Piuslaan en van 1973 tot 1976 de katholieke MTS (elektronica) aan de Egelstraat te Eindhoven. Hij had de ambitie om elektronica-ingenieur te worden, maar voelde zich plotseling geroepen tot het priesterschap. In 1976 ging hij naar het Grootseminarie Rolduc, de priesteropleiding van het bisdom Roermond. Na zijn diakenwijding op 18 september 1982 te Kerkrade werd hij benoemd in de parochie van de H. Gertrudis te Maasbracht. Na zijn priesterwijding op 28 mei 1983 volgde nog een pastoraal jaar als kapelaan. In 1984 stuurde bisschop Jo Gijsen hem naar Rome om aan de Pontificia Università San Tommaso d'Aquino - het Angelicum - filosofie te studeren. Daar haalde hij in 1986 het licentiaat. Aansluitend vertrok hij naar de Catholic University of America in Washington DC, waar hij bij prof. dr. William Wallace (O.P.) in 1989 promoveerde tot doctor in de filosofie op het proefschrift Galileo Galilei's Logical treatises and Giacomo Zabarella's Opera logica. A Comparison.

## Kerkelijke loopbaan
Na zijn terugkeer in Nederland doceerde De Jong filosofie aan het Grootseminarie Rolduc en werd hij verantwoordelijk voor jongerenpastoraat, roepingenpastoraat en evangelisatie in het bisdom. In 1994 benoemde bisschop Wiertz hem tot kapelaan in de Sint-Servaasbasiliek te Maastricht, met behoud van zijn andere functies. In 1995 werd hij studentenpastor in Maastricht en op 11 december 1998 vicaris-generaal van het bisdom Roermond. Een dag later benoemde paus Johannes Paulus II hem tot hulpbisschop van Roermond en tot titulair bisschop van Cariana. Als bisschoppelijke wapenspreuk koos hij: Ut vitam abundantius habeant, (Opdat zij leven hebben in overvloed, naar Johannes, 10, 10). Op 4 april 1999 nam bisschop Wiertz hem op als kanunnik in het kathedraal kapittel van Roermond.
De Jong is namens de Nederlandse Bisschoppenconferentie verantwoordelijk voor categoriaal pastoraat. Hij houdt zich ook bezig met pro-life activiteiten. Zo stuurde hij in 2010 een pro-lifebrief rond met als bijlage een plastic figuurtje dat een foetus voorstelde. Het leverde hem zowel steunbetuigingen als kritiek op.
In 2019 werd De Jong, naast zijn parttime functie van hulpbisschop, pastoor van een vijftal parochies in Maastricht-Oost: St. Petrus' Banden (Heer), HH. Monulfus en Gondulfus (De Heeg), H. Michaël (Heugem), H. Antonius van Padua (Scharn) en H. Walburgis (Amby). Sinds 2022 is hij hoofd van een pastoraal team dat een twaalftal (voormalige) parochies in Maastricht-Oost bedient. Naast de eerder genoemde parochies zijn dat: Onze-Lieve-Vrouw van Lourdes / H. Familie / H. Guliëlmus (Wittevrouweveld/Wyckerpoort-Noord), H. Hart van Jezus / Koepelkerk (Wyckerpoort-Zuid), H. Johannes Bosco (Heugemerveld), H. Johannes de Doper (Limmel) en H. Antonius van Padua (Nazareth). Daarnaast blijft mgr. de Jong werkzaam als vicaris-generaal voor pastorale zaken en onderwijs, bisschopreferent voor categoriaal pastoraat, en geeft hij leiding aan het Maastrichtse studentenpastoraat en de Stichting Thomas More.

## Wijdingen
- Diakenwijding: op 18 september 1982 door de toenmalige bisschop van Roermond J. Gijsen in de Kerk van O.L. Vrouw ten Hemelopneming te Kerkrade.
- Priesterwijding: op 28 mei 1983, ook door bisschop Gijsen, in de kathedrale kerk van Sint-Christoffel te Roermond.
- Bisschopswijding: op 6 februari 1999 door bisschop Frans Wiertz van Roermond, oud-hulpbisschop Alphons Castermans en kardinaal Ad Simonis, aartsbisschop van Utrecht, in dezelfde kathedraal.